# Herrarnas skicross i freestyle vid olympiska vinterspelen 2014
Herrarnas skicross i freestyle vid olympiska vinterspelen 2014 hölls i Roza Chutor extrempark den 20 februari 2014. Tävlingen avgjordes först i ett seedinglopp, därefter åttondelsfinal, kvartsfinal, semifinal och till sist final där medaljerna fördelades.

## Medaljörer
| Spel     | Guld                        | Silver                 | Brons                |
| Skicross | Jean Frederic Chapuis (FRA) | Arnaud Bovolenta (FRA) | Jonathan Midol (FRA) |

## Resultat

### Seeding
| Placering | Bib | Namn                  | Land       | Tid     | Skillnad | Noteringar |
| --------- | --- | --------------------- | ---------- | ------- | -------- | ---------- |
| 1         | 4   | Victor Öhling Norberg | Sverige    | 1:15,59 | 0,00     | Q          |
| 2         | 2   | Christopher Del Bosco | Kanada     | 1:15,91 | +0,32    | Q          |
| 3         | 8   | Brady Leman           | Kanada     | 1:16,43 | +0,84    | Q          |
| 4         | 15  | Jean Frederic Chapuis | Frankrike  | 1:16,77 | +1,18    | Q          |
| 5         | 18  | Anton Grimus          | Australien | 1:16,82 | +1,23    | Q          |
| 6         | 9   | David Duncan          | Kanada     | 1:17,31 | +1,72    | Q          |
| 7         | 13  | Filip Flisar          | Slovenien  | 1:17,35 | +1,76    | Q          |
| 8         | 16  | Armin Niederer        | Schweiz    | 1:17,39 | +1,80    | Q          |
| 9=        | 3   | Tomas Kraus           | Tjeckien   | 1:17,41 | +1,82    | Q          |
| 9=        | 12  | Jouni Pellinen        | Finland    | 1:17,41 | +1,82    | Q          |
| 11        | 17  | Arnaud Bovolenta      | Frankrike  | 1:17,48 | +1,89    | Q          |
| 12        | 5   | Andreas Matt          | Österrike  | 1:17,55 | +1,96    | Q          |
| 13        | 7   | Daniel Bohnacker      | Tyskland   | 1:17,59 | +2,00    | Q          |
| 14=       | 22  | Christoph Wahrstötter | Österrike  | 1:17,72 | +2,13    | Q          |
| 14=       | 14  | Thomas Zangerl        | Österrike  | 1:17,72 | +2,13    | Q          |
| 16        | 32  | Sergey Mozhaev        | Ryssland   | 1:17,83 | +2,24    | Q          |
| 17        | 24  | Egor Korotkov         | Ryssland   | 1:17,87 | +2,28    | Q          |
| 18        | 25  | Didrik Bastian Juell  | Norge      | 1:18,03 | +2,44    | Q          |
| 19        | 19  | Thomas Fischer        | Tyskland   | 1:18,06 | +2,47    | Q          |
| 20        | 6   | John Teller           | USA        | 1:18,14 | +2,55    | Q          |
| 21        | 10  | Jonas Devouassoux     | Frankrike  | 1:18,32 | +2,73    | Q          |
| 22        | 28  | Michael Forslund      | Sverige    | 1:18,33 | +2,74    | Q          |
| 23        | 20  | Christian Mithassel   | Norge      | 1:18,40 | +2,81    | Q          |
| 24        | 31  | Scott Kneller         | Australien | 1:18,58 | +2,99    | Q          |
| 25        | 23  | Thomas Borge Lie      | Norge      | 1:18,69 | +3,10    | Q          |
| 26        | 29  | Florian Eigler        | Tyskland   | 1:18,91 | +3,32    | Q          |
| 27        | 27  | John Eklund           | Sverige    | 1:18,97 | +3,38    | Q          |
| 28        | 26  | Patrick Koller        | Österrike  | 1:19,12 | +3,53    | Q          |
| 29        | 11  | Jonathan Midol        | Frankrike  | 1:19,57 | +3,98    | Q          |
| 30        | 1   | Alex Fiva             | Schweiz    | DNF     | -        | Q          |
| 31        | 21  | Andreas Schauer       | Tyskland   | DNF     | -        | Q          |
| 32        | 30  | Michael Schmid        | Schweiz    | DNS     | -        | Q          |

### Utslagningsåk

#### 1/8-finaler
| Placering | Bib | Namn                  | Land     | Noteringar |
| --------- | --- | --------------------- | -------- | ---------- |
| 1         | 1   | Victor Öhling Norberg | Sverige  | Q          |
| 2         | 17  | Egor Korotkov         | Ryssland | Q          |
| 3         | 16  | Sergey Mozhaev        | Ryssland |            |
| 4         | 32  | Michael Schmid        | Schweiz  | DNS        |

| Placering | Bib | Namn             | Land       | Noteringar |
| --------- | --- | ---------------- | ---------- | ---------- |
| 1         | 9   | Jouni Pellinen   | Finland    | Q          |
| 2         | 8   | Armin Niederer   | Schweiz    | Q          |
| 3         | 24  | Scott Kneller    | Australien |            |
| 4         | 25  | Thomas Borge Lie | Norge      | DNF        |

| Placering | Bib | Namn              | Land       | Noteringar |
| --------- | --- | ----------------- | ---------- | ---------- |
| 1         | 12  | Andreas Matt      | Österrike  | Q          |
| 2         | 21  | Jonas Devouassoux | Frankrike  | Q          |
| 3         | 28  | Patrick Koller    | Österrike  |            |
| 4         | 5   | Anton Grimus      | Australien |            |

| Placering | Bib | Namn                  | Land      | Noteringar |
| --------- | --- | --------------------- | --------- | ---------- |
| 1         | 4   | Jean Frederic Chapuis | Frankrike | Q          |
| 2         | 29  | Jonathan Midol        | Frankrike | Q          |
| 3         | 13  | Daniel Bohnacker      | Tyskland  |            |
| 4         | 20  | John Teller           | USA       | DNF        |

| Placering | Bib | Namn                  | Land      | Noteringar |
| --------- | --- | --------------------- | --------- | ---------- |
| 1         | 3   | Brady Leman           | Kanada    | Q          |
| 2         | 19  | Thomas Fischer        | Tyskland  | Q          |
| 3         | 14  | Christoph Wahrstötter | Österrike |            |
| 4         | 30  | Alex Fiva             | Schweiz   |            |

| Placering | Bib | Namn             | Land      | Noteringar |
| --------- | --- | ---------------- | --------- | ---------- |
| 1         | 27  | John Eklund      | Sverige   | Q          |
| 2         | 11  | Arnaud Bovolenta | Frankrike | Q          |
| 3         | 22  | Michael Forslund | Sverige   |            |
| 4         | 6   | David Duncan     | Kanada    |            |

| Placering | Bib | Namn                | Land      | Noteringar |
| --------- | --- | ------------------- | --------- | ---------- |
| 1         | 7   | Filip Flisar        | Slovenien |            |
| 2         | 26  | Florian Eigler      | Tyskland  |            |
| 3         | 10  | Tomas Kraus         | Tjeckien  |            |
| 4         | 23  | Christian Mithassel | Norge     | DNF        |

| Placering | Bib | Namn                  | Land      | Noteringar |
| --------- | --- | --------------------- | --------- | ---------- |
| 1         | 18  | Didrik Bastian Juell  | Norge     | Q          |
| 2         | 31  | Andreas Schauer       | Tyskland  | Q          |
| 3         | 2   | Christopher Del Bosco | Kanada    |            |
| 4         | 15  | Thomas Zangerl        | Österrike |            |

#### Kvartsfinaler
| Placering | Bib | Namn                  | Land     | Noteringar |
| --------- | --- | --------------------- | -------- | ---------- |
| 1         | 8   | Armin Niederer        | Schweiz  | Q          |
| 2         | 17  | Egor Korotkov         | Ryssland | Q          |
| 3         | 1   | Victor Öhling Norberg | Sverige  |            |
| 4         | 9   | Jouni Pellinen        | Finland  |            |

| Placering | Bib | Namn                  | Land      | Noteringar |
| --------- | --- | --------------------- | --------- | ---------- |
| 1         | 4   | Jean Frederic Chapuis | Frankrike | Q          |
| 2         | 29  | Jonathan Midol        | Frankrike | Q          |
| 3         | 21  | Jonas Devouassoux     | Frankrike |            |
| 4         | 12  | Andreas Matt          | Österrike |            |

| Placering | Bib | Namn             | Land      | Noteringar |
| --------- | --- | ---------------- | --------- | ---------- |
| 1         | 3   | Brady Leman      | Kanada    | Q          |
| 2         | 11  | Arnaud Bovolenta | Frankrike | Q          |
| 3         | 27  | John Eklund      | Sverige   |            |
| 4         | 19  | Thomas Fischer   | Tyskland  | DNF        |

| Placering | Bib | Namn                 | Land      | Noteringar |
| --------- | --- | -------------------- | --------- | ---------- |
| 1         | 7   | Filip Flisar         | Slovenien | Q          |
| 2         | 26  | Florian Eigler       | Tyskland  | Q          |
| 3         | 31  | Andreas Schauer      | Tyskland  |            |
| 4         | 18  | Didrik Bastian Juell | Norge     |            |

#### Semifinaler
| Placering | Bib | Namn                  | Land      | Noteringar |
| --------- | --- | --------------------- | --------- | ---------- |
| 1         | 4   | Jean Frederic Chapuis | Frankrike | Q          |
| 2         | 29  | Jonathan Midol        | Frankrike | Q          |
| 3         | 17  | Egor Korotkov         | Ryssland  |            |
| 4         | 8   | Armin Niederer        | Schweiz   |            |

| Placering | Bib | Namn             | Land      | Noteringar |
| --------- | --- | ---------------- | --------- | ---------- |
| 1         | 3   | Brady Leman      | Kanada    | Q          |
| 2         | 11  | Arnaud Bovolenta | Frankrike | Q          |
| 3         | 26  | Florian Eigler   | Tyskland  |            |
| 4         | 7   | Filip Flisar     | Slovenien |            |

#### Final
B-final
| Placering | Bib | Namn           | Land      | Noteringar |
| --------- | --- | -------------- | --------- | ---------- |
| 5         | 17  | Egor Korotkov  | Ryssland  |            |
| 6         | 7   | Filip Flisar   | Slovenien |            |
| 7         | 8   | Armin Niederer | Schweiz   |            |
| 8         | 26  | Florian Eigler | Tyskland  | DNF        |

Final
| Placering | Bib | Namn                  | Land      | Noteringar |
| --------- | --- | --------------------- | --------- | ---------- |
| 1         | 4   | Jean Frederic Chapuis | Frankrike |            |
| 2         | 11  | Arnaud Bovolenta      | Frankrike |            |
| 3         | 29  | Jonathan Midol        | Frankrike |            |
| 4         | 3   | Brady Leman           | Kanada    |            |